# Джозеф Вебер
Джозеф Вебер (17 травня 1919 — 30 вересня 2000) — американський фізик. Був одним з першовідкривачів принципів роботи лазера та мазера і двічі номінувався за цю роботу на Нобелівську премію, хоч так її і не отримав. Розробив перші детектори гравітаційних хвиль, відомі як бруски Вебера, і заявляв про виявлення гравітаційних хвиль з їх допомогою, однак ці його заяви виявились помилковими.

## Біографія

### Раннє життя
Джозеф Вебер народився в Патерсоні, штат Нью-Джерсі, 17 травня 1919 року. Він був останнім із чотирьох дітей в родині іммігрантами, яка розмовляла мовою їдиш. Поки він не вступив до гімназії, його звали «Йона». У нього не було свідоцтва про народження, а його батько взяв прізвище «Вебер» з того паспорта, який він використав, щоб емігрувати до США. В результаті у Джозефа Вебера не було багато доказів ані родини, ані імені, що створювало йому певні труднощі з отриманням паспорта в розпал червоної загрози.

### Рання освіта
Вебер відвідував державні школи Патерсона (і талмуд-тору Патерсона). У віці 16 років у червні 1935 року він закінчив «Курс механічних мистецтв» Істсайдської середньої школи. Він розпочав навчання в Cooper Union, але, щоб уникнути витрат на житло та харчування, він виграв конкурсний іспит на вступ до Військово-морської академії США. У 1940 році закінчив академію.

### Морська кар'єра
Він служив на борту кораблів ВМС США під час Другої світової війни, дослужившись до звання лейтенанта-командера. Вебер був офіцером на кораблі USS Lexington, коли надійшла новина про напад на Перл-Гарбор. У битві в Кораловому морі його авіаносець потопив японський авіаносець Сьохо і, своєю чергою, отримав смертельні пошкодження 8 травня 1942 року.
Пізніше він командував мисливцем за підводними човнами SC-690 спочатку в Карибському, а потім в Середземному морі. На цьому кораблі він брав участь у вторгненні на Сицилію біля пляжу Гела в липні 1943 року.
У 1943—1945 роках він вивчав електроніку у Військово-морській аспірантурі, а з 1945 по 1948 рік очолював розробку засобів радіоелектронної протидії в Бюро кораблів ВМС у Вашингтоні. У 1948 році він звільнився з військово-морського флоту в чині лейтенанта-командера і став професором інженерії.

### Розробка мазера
У 1948 році він вступив на інженерний факультет Університету Меріленду в Коледж-Парк. Умовою його працевлаштування було швидке отримання ступеня доктора філософії. Він викладав на факультеті, а ночами працював над дисертацією з мікрохвильової спектроскопії. В 1951 році він захистив дисертацію «Мікрохвильова техніка в хімічній кінетиці» в Католицькому університеті Америки. Спираючись на свій військово-морський досвід у галузі мікрохвильової техніки, він розробив ідею когерентного мікрохвильового випромінювання. У 1951 році він подав доповідь на конференцію з дослідження електронних трубок, що відбулася в Оттаві в червні 1952 року, і це була перша публічна лекція про принципи лазера та мазера. Після цієї презентації Radio Corporation of America попросила Вебера провести семінар, присвячений цій ідеї, і Чарльз Таунс попросив у нього копію статті. Таунс продовжив ці дослідження. Одночасно аналогічні дослідження проводили радянські фізики Микола Басов та Олександр Прохоров. Хоча Вебера спільно з ними номінували на Нобелівську премію з фізики в 1962 і 1963 роках за його внесок у розробку лазера, саме Таунс, Басов і Прохоров отримали Нобелівську премію 1964 року «за фундаментальну роботу в галузі квантової електроніки, яка призвела до побудови осциляторів і підсилювачів на основі мазерно-лазерного принципу».

### Робота з виявлення гравітаційних хвиль
Вебер цікавився загальною теорією відносності і використав річну творчу відпустку (сабатікал) в 1955—1956 роках, фінансовану стипендією Гуггенхайма, для вивчення гравітаційного випромінювання спільно з Джоном Арчибальдом Уілером в Інституті передових досліджень у Принстоні, штат Нью-Джерсі, та Інституті теоретичної фізики Лоренца при Лейденському університеті в Нідерландах. У той час існування гравітаційних хвиль ще не було загальновизнаним. Зайнявшись роботою з виявлення гравітаційних хвиль, він перейшов з інженерного факультету на фізичний факультет в Університеті Меріленду.
У 1960-х роках він розробив перші детектори гравітаційних хвиль, відомі як бруски Вебера, і почав публікувати статті з доказами того, що він виявив ці хвилі. У 1972 році він відправив на Місяць апарат для виявлення гравітаційних хвиль («Гравіметр місячної поверхні», частина комплекту наукових інструментів програми «Аполлон») під час місячної місії «Аполлон-17».
У 1970-х роках результати його експериментів із гравітаційними хвилями були значною мірою дискредитовані, хоча Вебер продовжував стверджувати, що він виявив гравітаційні хвилі. Щоб перевірити результати Вебера, фізик IBM Річард Гарвін створив детектор, схожий на детектор Вебера. За пів року він виявив лише один пульс, який, швидше за все, був шумом. Інший фізик, Девід Дуглас, виявив помилку в комп'ютерній програмі Вебера, яка, як він стверджував, реєструвала щоденні сигнали гравітаційних хвиль. Через цю помилку шум сприймався як сигнал. Гарвін агресивно подав Веберу цю інформацію на п'ятій Кембридзькій конференції з теорії відносності в Массачусетському технологічному університеті у червні 1974 року. Після цього в «Physics Today» відбувся обмін листами. Гарвін стверджував, що модель Вебера «божевільна, тому що Всесвіт перетворив би всю свою енергію в гравітаційне випромінювання приблизно за 50 мільйонів років, якби хтось дійсно виявляв те, що виявляв Джо Вебер». У 1972 році Гайнц Біллінг і його колеги з Інституту фізики Макса Планка побудували детектор, схожий на детектор Вебера, намагаючись перевірити його твердження, але результатів знову не було.
Сам Вебер продовжував підтримувати своє обладнання для виявлення гравітаційних хвиль до самої смерті.

### Робота з детектування нейтрино
Захищаючи свою роботу з детектування гравітаційних хвиль, Вебер розпочав суміжну роботу з детектування нейтрино. Припускаючи нескінченну жорсткість кристала, Вебер підрахував, що можна виявити нейтрино за допомогою кристалів сапфіру, і опублікував експериментальні результати щодо розсіювання нейтрино цими кристалами. Вебер також запатентував ідею використання вібруючих кристалів для генерації нейтрино. Результати його експериментів суперечили попереднім і наступним висновкам інших експериментів, але теорії нейтрино Вебера продовжують перевірятися.

### Особисте життя
Першою дружиною Вебера була його однокласниця Аніта Страус, але вона померла в 1971 році. Вдруге він одружився з астрономкою Вірджинією Трімбл. Мав 4 синів (від першого шлюбу), шістьох онуків.
Джозеф Вебер помер 30 вересня 2000 року в Піттсбурзі, штат Пенсільванія, під час лікування лімфоми, яка була діагностована приблизно за три роки до того.

## Спадщина
Хоча його спроби виявити гравітаційні хвилі за допомогою детекторів гравітації вважаються невдалими, Вебер є загальновизнаним піонером експериментів з детектування гравітаційних хвиль. Його блокноти містили ідеї лазерних інтерферометрів; пізніше такий детектор вперше сконструював його колишній учень Роберт Форвард.
11 лютого 2016 року, під час оголошення про відкриття гравітаційних хвиль командами LIGO і Virgo, численні доповідачі називали Вебера засновником цієї галузі.
На його честь була названа Премія Джозефа Вебера.